# John Kennedy (Timóteo)
John Kennedy é um bairro do município brasileiro de Timóteo, no interior do estado de Minas Gerais. Localiza-se no distrito-sede, estando situado na Regional Sudeste. Segundo o censo demográfico de 2022, realizado pelo Instituto Brasileiro de Geografia e Estatística (IBGE), sua população era de 725 habitantes e havia 279 domicílios particulares permanentes ocupados.
De acordo com o IBGE, em 2010 a população era de 891 habitantes e havia 303 domicílios particulares.

## História e descrição
O bairro surgiu em complemento à antiga vila operária construída pela Acesita (atual Aperam South America) para atender aos trabalhadores da empresa, instalada em Timóteo na década de 1940. Entretanto, a execução do calçamento e urbanização foi realizada pela administração municipal antes de 1981. A área era conhecida originalmente como Timirim das Cachaças, dada a proximidade do bairro Timirim e por ser frequentemente utilizada para o consumo de bebidas alcoólicas pelos moradores da cidade planejada.
A Escola Municipal Infantil Monteiro Lobato está localizada no bairro John Kennedy e fornece à população a educação infantil e o ensino fundamental.